# MTOM
MTOM, Message Transmission Optimization Mechanism, är en W3C-rekommendation för överföring av SOAP-meddelanden. Den optimerar överföring av meddelanden som innehåller binär information. Den avser att ersätta både MIME och DIME-bilagor. Rekommandation blev beslutad inom W3C i januari 2005 efter arbete under 2003 och 2004.
De delar av ett SOAP-meddelande som inte innehåller binär information skickas intakt med bibehållen XML-struktur. De delar som utgörs av binär data överförs mer effektivt med MTOM än i ett normalt SOAP-meddelanden kodat med base64. Implementationen bygger på XOP.